# 2012-es Sony Ericsson Open
A 2012-es Sony Ericsson Open (vagy 2012-es Miami Masters) tenisztornát a floridai Miamiban rendezték meg 2012. március 19. és április 1. között. A férfiaknál 2012-ben az ATP World Tour Masters 1000 kategóriába tartozott a verseny, a nőknél Premier Mandatory kategóriájú eseményt rendeztek. A mérkőzéseket kemény pályán játszották, mindkét nem számára ez volt a torna 28. kiadása.

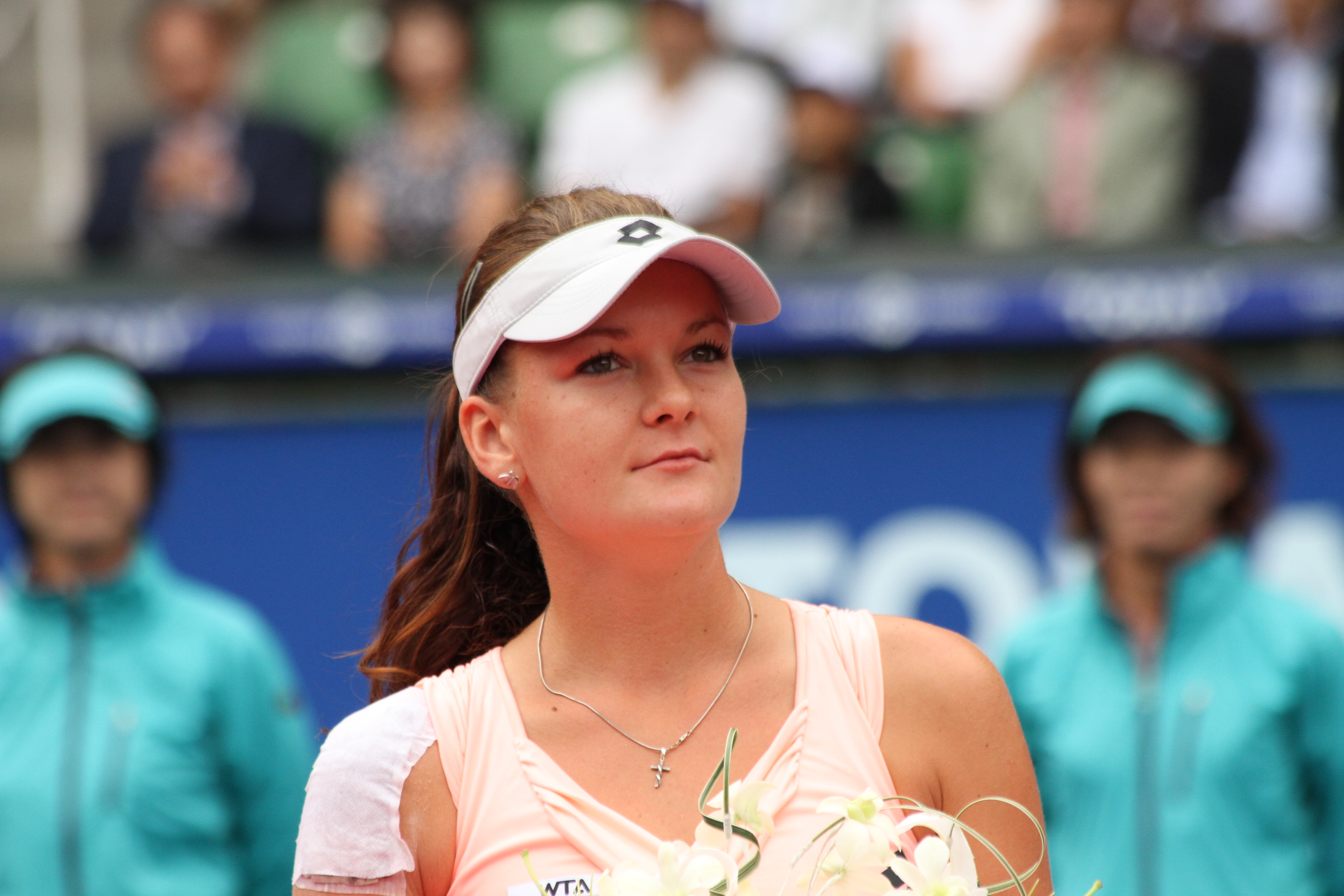
Agnieszka Radwańska pályafutása kilencedik egyéni tornagyőzelmét aratta Miamiban

## Győztesek
A férfiak egyéni versenyét az első kiemelt, címvédő Novak Đoković nyerte meg, a fináléban Andy Murray-t legyőzve 6–1, 7–6(4)-ra. A szerb játékos pályafutása harmincadik egyéni tornagyőzelmét szerezte meg, a szezon során pedig másodszor tudott diadalmaskodni az Australian Open megnyerését követően. Miamiban (2007 és 2011 után) harmadszor tudott győzni. A férfiak között ő a harmadik játékos, aki legalább háromszor nyert ezen a tornán, korábban Pete Sampras (3) és Andre Agassi (6) hajtott végre hasonló bravúrt. Murray másodszor jutott döntőbe Miamiban, 2009-ben éppen Đokovićot győzte le.
A nőknél egyéniben a lengyel Agnieszka Radwańska szerezte meg a tornagyőzelmet, a döntőben 7–5, 6–4-re legyőzve Marija Sarapovát. Radwańskának ez volt a kilencedik egyéni tornagyőzelme pályafutása során, s a második 2012-ben. Miamiban első alkalommal sikerült diadalmaskodnia. A döntő megnyerésével a huszonhatodik mérkőzését fejezte be győztesen 2012-ben, amivel ebben a tekintetben utolérte a torna során szezonbeli első vereségét elszenvedő, a negyeddöntőig szintén huszonhat mérkőzést megnyerő Viktorija Azarankát. Radwańska korábban négy mérkőzést veszített el az idény során, mindegyik alkalommal éppen Azaranka ellen. Sarapova negyvenedik egyéni WTA-döntőjét játszotta, s ez volt a tizennegyedik, amelyet elveszített. Miamiban (2005, 2006 és 2011 után) a negyedik fináléját játszotta, s mindannyiszor vesztesen hagyta el a pályát.
A férfiak páros versenyét a Lijendar Pedzs–Radek Štěpánek-kettős nyerte meg, a fináléban 3–6, 6–1, [10–8]-ra legyőzve a második kiemelt Makszim Mirni–Daniel Nestor-párost. Pedzs és Štěpánek második közös győzelmüket szerezték meg a szezon során, miután januárban megnyerték az Australian Opent is. A 38 éves Pedzs pályafutása ötvenedik páros tornagyőzelmét aratta, ezzel ő lett a huszonnegyedik olyan teniszező, akinek sikerült ez a bravúr az ATP történetében. Miamiban harmadik alkalommal győzött, 2010-ben a szintén cseh Lukáš Dlouhý, 2011-ben pedig Mahes Bhúpati volt a partnere. Štěpánek első győzelmét aratta Miamiban, karrierje során pedig a tizenötödik páros diadalának örülhetett.
A női párosok versenyében a tornagyőzelmet a Marija Kirilenko–Nagyja Petrova-kettős nyerte meg, a fináléban 7–6(0), 4–6, [10–4]-re legyőzve Sara Erranit és Roberta Vincit. Kirilenko és Petrova harmadik páros győzelmüket aratták közösen, 2008-ban Cincinnatiben, 2009-ben Moszkvában diadalmaskodtak. Kirilenkónak ez volt pályafutása tizenegyedik páros tornagyőzelme, Miamiban először sikerült nyernie. Petrova huszadik címét szerezte meg ebben a versenyszámban, Miamiban a másodikat 2004 után (akkor Meghann Shaughnessy volt a partnere). A 29 éves játékos pénzkeresete ezzel a győzelemmel lépte át a 10 millió dolláros határt, huszonnegyedik játékosként s hatodik oroszként a WTA történetében. Errani és Vinci tizenharmadik közös WTA-döntőjüket vívták, s ez volt a hatodik vereségük.

## Döntők

### Férfi egyes
Novak Đoković –  Andy Murray 6–1, 7–6(4)

### Női egyes
Agnieszka Radwańska –  Marija Sarapova 7–5, 6–4

### Férfi páros
Lijendar Pedzs /  Radek Štěpánek –  Makszim Mirni /  Daniel Nestor 3–6, 6–1, [10–8]

### Női páros
Marija Kirilenko /  Nagyja Petrova –  Sara Errani /  Roberta Vinci 7–6(0), 4–6, [10–4]

## Világranglistapontok és pénzdíjazás

### Pontok
| Eredmény           | Férfi egyes | Férfi páros | Női egyes | Női páros |
| ------------------ | ----------- | ----------- | --------- | --------- |
| Győzelem           | 1000        | 1000        | 1000      | 1000      |
| Döntő              | 600         | 600         | 700       | 700       |
| Elődöntő           | 360         | 360         | 450       | 450       |
| Negyeddöntő        | 180         | 180         | 250       | 250       |
| 16 között          | 90          | 90          | 140       | 140       |
| 32 között          | 45          | 10          | 80        | 5         |
| 64 között          | 25 (10)     | –           | 50 (5)    | –         |
| 96 között          | 10          | –           | 5         | –         |
| Főtáblára jutás    | 16          | –           | 30        | –         |
| Selejtező (döntő)  | 8           | –           | 20        | –         |
| Selejtező (1. kör) |             | –           | 1         | –         |

### Pénzdíjazás
A torna összdíjazása 9 656 100 amerikai dollárt tett ki, amely egyenlő arányban oszlott meg a két nem között. A férfi egyéni bajnok 659 775, a női 712 000 dollárt kapott (az összességében is megmutatkozó különbségek a járulékos költségek közötti eltérésből adódnak, amely a férfiak esetén 1 003 165, a nők esetén 989 860 dollár volt).
| Eredmény           | Férfi egyes | Férfi páros | Női egyes | Női páros |
| ------------------ | ----------- | ----------- | --------- | --------- |
| Győzelem           | 659 775 $   | 216 190 $   | 712 000 $ | 241 010 $ |
| Döntő              | 321 990 $   | 105 500 $   | 352 000 $ | 121 000 $ |
| Elődöntő           | 161 375 $   | 52 880 $    | 164 000 $ | 55 000 $  |
| Negyeddöntő        | 82 270 $    | 26 950 $    | 79 000 $  | 25 965 $  |
| 16 között          | 43 370 $    | 14 210 $    | 39 000 $  | 12 750 $  |
| 32 között          | 23 210 $    | 7610 $      | 21 000 $  | 6000 $    |
| 64 között          | 12 530 $    | –           | 12 725 $  | –         |
| 96 között          | 7680 $      | –           | 7700 $    | –         |
| Selejtező (döntő)  | 2290 $      | –           | 2280 $    | –         |
| Selejtező (1. kör) | 1170 $      | –           | 1140 $    | –         |